# Ignaz von Döllinger

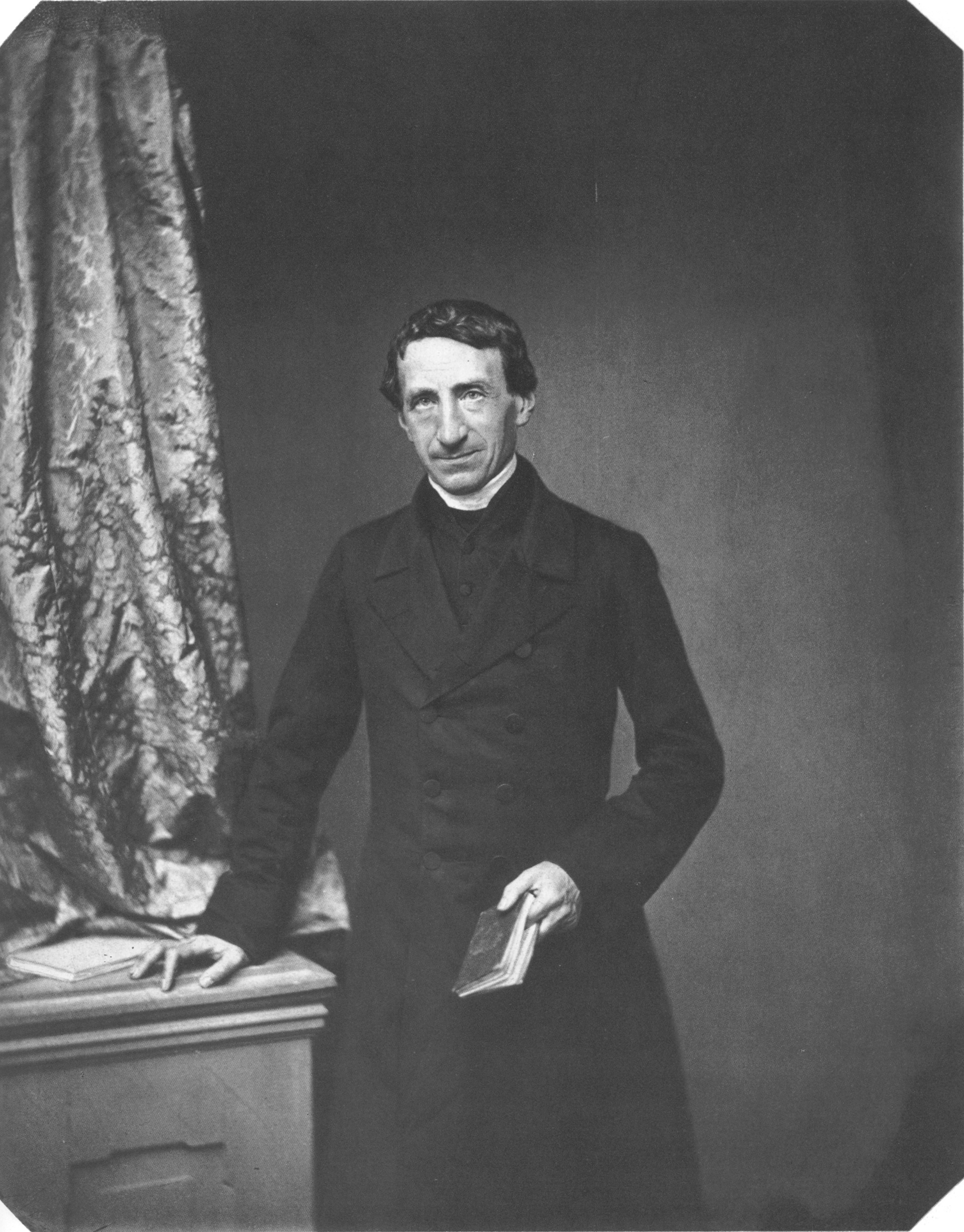
Ignaz Joseph Döllinger, ca. 1860

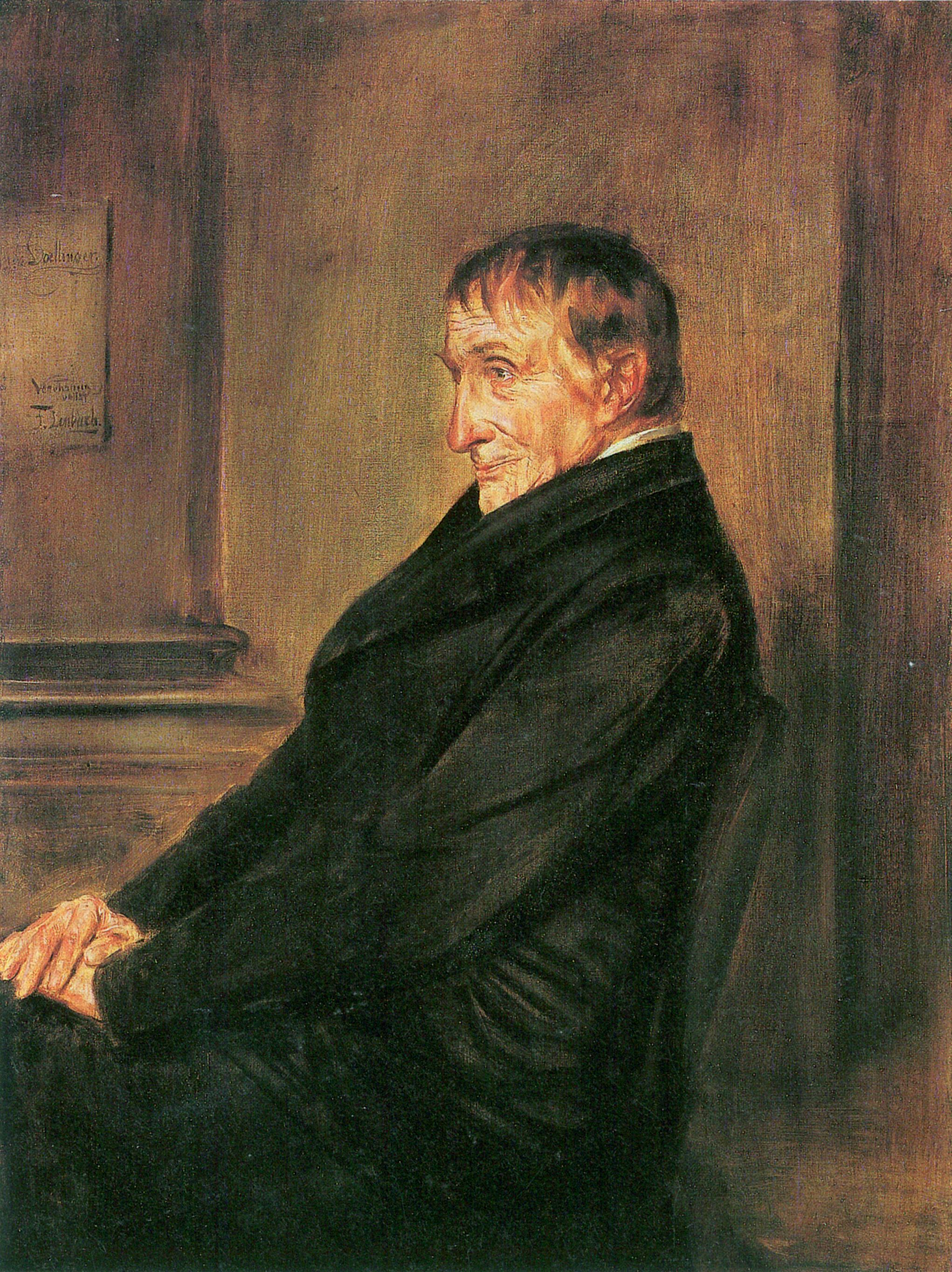
Ignaz von Döllinger, Porträt von Franz von Lenbach

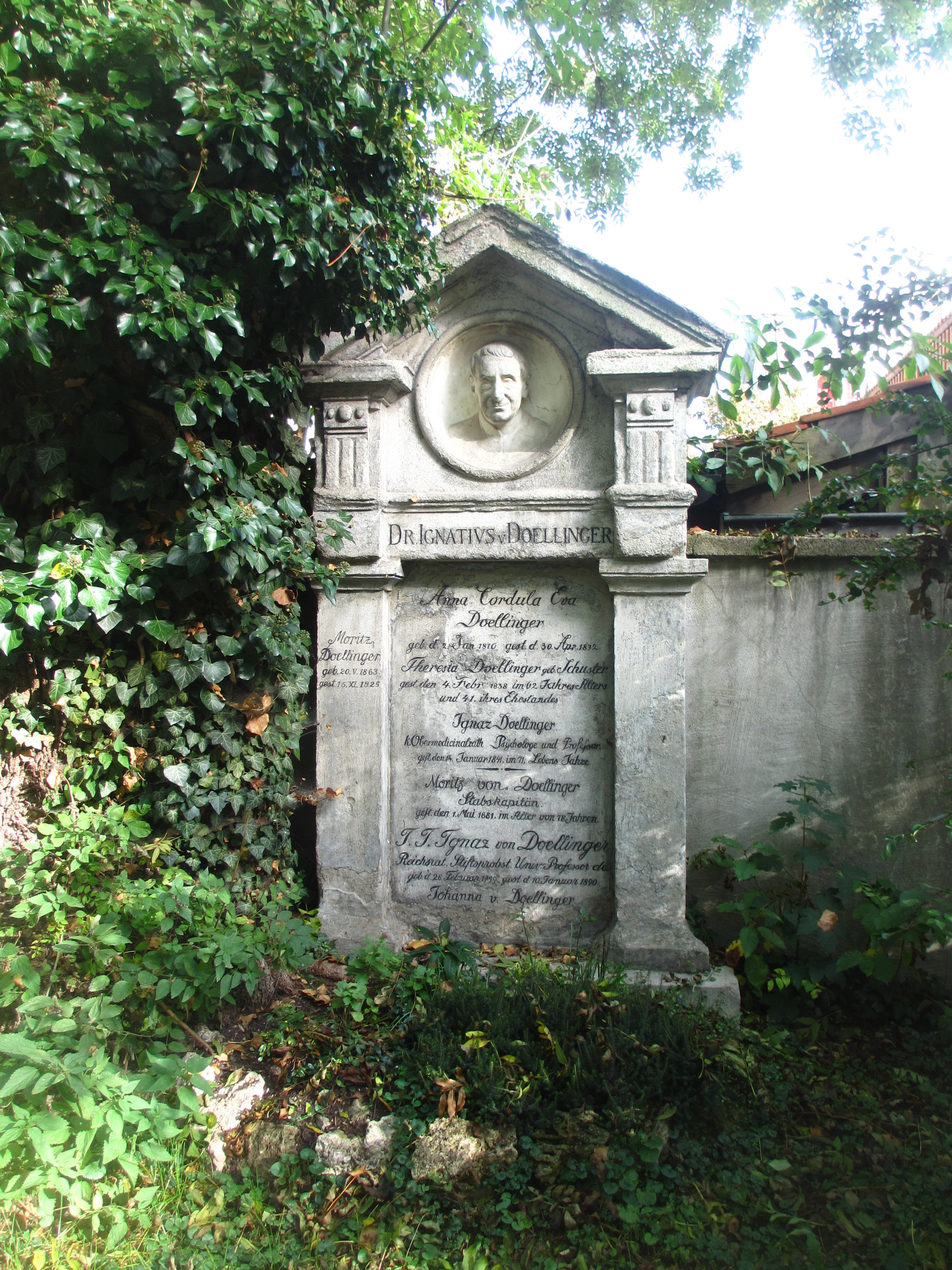
Grab von Ignaz von Döllinger auf dem Alten Südlichen Friedhof in München. Die Büste, die in das Grabmal integriert ist, stammt von Adolf von Hildebrand.

Johann Joseph Ignaz Döllinger, seit 1868 Ritter von Döllinger (* 28. Februar 1799 in Bamberg; † 10. Januar 1890 in München), war ein deutscher katholischer Theologe und Kirchenhistoriker sowie einer der geistigen Väter der altkatholischen Kirche.

## Leben
Ignaz Döllingers Vater war der Mediziner Ignaz Döllinger. Im Jahre 1822 wurde Döllinger zum Priester geweiht und 1826 von König Ludwig I. von Bayern an die Universität München berufen. Dort trat er zunächst als entschiedener Gegner des Protestantismus und der Aufklärung hervor. Schon früh machte er sich als Kirchenhistoriker einen Namen und schuf mit seiner zweibändigen Geschichte der christlichen Kirche (1833/36) und seinem Lehrbuch der Kirchengeschichte (1836/38) auf Jahrzehnte hinaus Standardwerke der katholischen Kirchengeschichtsschreibung in Deutschland und Österreich. 1837–1847 war er neben seiner Professur für Kirchengeschichte und Kirchenrecht als Oberbibliothekar (d. h. Direktor) der Universitätsbibliothek München tätig. 1847 wurde er für zwei Jahre strafversetzt, weil er in die Proteste katholischer Studenten gegen die Affäre des Königs mit Lola Montez verwickelt war.
Politischer Ziehvater Döllingers wurde der ehemalige Jakobiner Josef von Görres, dessen Kreis er sich anschloss. 1848 wurde er in die Frankfurter Nationalversammlung gewählt. Ende desselben Jahres stellte er der Bischofskonferenz sein Konzept einer deutschen Nationalkirche vor, die einen eigenen Primas und eine gewisse Autonomie haben sollte. In Rom wurde ihm daher fälschlicherweise unterstellt, er folge dem „Geist der Neuerungen, der Demokratie und der allgemeinen Revolution“. Zusammen mit Theodor zu Stolberg war er 1849 führend an der Gründung des als Missionswerk für Deutschland konzipierten Bonifatiusvereins beteiligt.
Zu Döllingers Schülern gehörten unter anderem die nachmaligen Bischöfe Wilhelm von Ketteler und Heinrich Brück sowie der Kölner Sozialreformer Adolph Kolping, der nach seinem Studium in München (1840–1842) für den Rest seines Lebens in Briefkontakt zu Döllinger stand; ferner der spätere Professor und Ehrendoktor der altkatholischen Fakultät in Bern Franz Hirschwälder und der Begründer der ersten altkatholischen Gemeinde in Bayern Joseph Renftle.
Vor und während des Ersten Vatikanums war Döllinger einer der katholischen Hauptgegner und schärfsten deutschsprachigen Agitatoren gegen die von Pius IX. durchgesetzten Papstdogmen. Entscheidend für seinen Widerstand war das Dogma der Unfehlbarkeit des Papsttums, das Döllinger aus historisch-theologischen Gründen strikt ablehnte. Seine Haltung war auch national und ethnisch motiviert: in vielen Aufsätzen und Reden schildert er das Germanentum als dem „römischen Element“ überlegen. Unter dem Pseudonym „Quirinus“ veröffentlichte er Römische Briefe vom Concil, zu denen seine Schüler John Emerich Edward Dalberg-Acton und Johann Friedrich auch beigetragen hatten. Außerdem setzte sich Döllinger weiter für die Trennung von Staat und Kirche ein.
Eine jahrzehntelange Freundschaft verband Ignaz Döllinger mit seinem Lieblingsschüler John Emerich Edward Dalberg-Acton (Lord Acton), einem englischen Historiker und liberalen Katholiken. Durch ihn war er über das Erste Vatikanum bestens informiert und versuchte durch Aufsehen erregend scharfe Kommentare in der Augsburger Allgemeinen Zeitung die Proklamation der Dogmen der päpstlichen Unfehlbarkeit und des päpstlichen Jurisdiktionsprimats zu verhindern.
Obwohl Döllingers Aktivitäten im Kreis der Unfehlbarkeitskritiker zusammen mit Johann Friedrich von Schulte, Franz Heinrich Reusch und dem späteren Bischof Joseph Hubert Reinkens den Anstoß zur Gründung der Altkatholischen Kirche in Deutschland gegeben hatten (Nürnberger Erklärung vom 26. und 27. August 1870 gegen das Erste Vatikanische Konzil), wehrte er sich lange gegen das Schisma mit Rom, wofür besonders Schulte ihn kritisierte. Seine scharfen Angriffe auf die päpstliche Unfehlbarkeit setzte Döllinger allerdings nach dem Konzil fort, worauf der Erzbischof von München und Freising, Gregor von Scherr, am 17. April 1871 mit der Verhängung der Exkommunikation reagierte. An das mit der Exkommunikation durch die offizielle Kirchenleitung verbundene Verbot der Ausübung des priesterlichen Dienstes hielt sich Döllinger zeitlebens, obwohl er die Kirchenstrafe als ungerecht empfand. Damit war die akademische Karriere des 72-Jährigen keineswegs beendet: 1872 wurde er Rektor der Universität München und 1873 berief ihn König Ludwig II. von Bayern zum Präsidenten der Bayerischen Akademie der Wissenschaften. 1866 nahm ihn die Académie royale des Sciences, des Lettres et des Beaux-Arts de Belgique (Classe des Lettres et des Sciences morales et politiques) als assoziiertes Mitglied auf. 1872 wurde er zum Ehrenmitglied der Göttinger Akademie der Wissenschaften gewählt.
Als sich im Gefolge des Berliner Antisemitismusstreits 1880/81 in ganz Deutschland rasant eine aggressive, antijüdische Stimmung ausbreitete, deren Kerngedanke die Vorstellung war, Juden seien ein in Deutschland nicht integrierbarer Fremdkörper, hielt Döllinger am 25. Juli 1881 anlässlich einer Festsitzung der Münchner Akademie zum Geburtstag König Ludwigs II. von Bayern eine viel beachtete Rede, in der er zunächst die Geschichte der Juden in Europa rekapitulierte, die er im Wesentlichen als eine Geschichte aufeinander folgender Verfolgungen zeichnete, und anschließend die Verwurzelung der deutschen Juden in der abendländischen Kultur unterstrich und auf die generell sehr starke deutsche Prägung jüdischen Denkens hinwies: Heute sei „Deutschland der Träger und Nährvater des geistigen Lebens im Judenthum“. Seine Einlassung gipfelte in dem Appell, Hass und Verachtung gegenüber anderen Völkern aus dem politischen Denken zu verbannen.
Die Sterbesakramente spendete dem tiefgläubigen Ignaz von Döllinger sein Freund Johann Friedrich.

## Grabstätte
Die Grabstätte von Ignaz von Döllinger befindet sich auf dem Alten Südlichen Friedhof in München (Mauer Links Platz 241 bei Gräberfeld 11; Standort). Die Büste, die in das Grabmal integriert ist, stammt von Adolf von Hildebrand. In dem Grab liegt auch Döllingers Vater, der Mediziner Ignaz Döllinger.

## Bedeutung
Ignaz von Döllinger wird von der altkatholischen Kirche als ihr geistiger Vater betrachtet. Das spannungsreiche Verhältnis Döllingers zu der zunächst nur als informelle Notgemeinschaft etablierten altkatholischen Kirche wird besonders an der Frage des priesterlichen Zölibats festgemacht, für dessen Beibehaltung sich Döllinger vehement einsetzte. Unter anderem dadurch geriet er in einen stetig verschärften Gegensatz zu maßgeblichen Reformkräften innerhalb der altkatholischen Bewegung um den Laien Friedrich von Schulte, der Döllinger vorwarf, durch seine Einstellung besonders in Bayern die altkatholische Bewegung gehemmt und beschädigt zu haben. Die 1878 nach kontroverser Diskussion während der 1870er Jahre von der deutschen Synode der Altkatholiken beschlossene allgemeine Dispensierung der Priester von der Zölibatspflicht markiert in dieser Hinsicht einen Tiefpunkt in der Beziehung Döllingers (und anderer führender Altkatholiken, die ähnlich wie er dachten, darunter viele Priester) zur altkatholischen Gemeinschaft.
Der Wandlungsprozess Döllingers vom Katholiken zu einem „Altkatholiken“, der der altkatholischen Kirche jedoch nicht formal beitrat, lässt sich auch in seinem Verhältnis zu Luther nachweisen. Die Radikalität der Ablehnung Luthers, die sich in Döllingers Schriften der 1840er und 1850er Jahre zeigt, findet sich bereits Anfang der 1860er Jahre nicht mehr. Die Ablehnung der Papstdogmen mag ein Grund für die Wandlung seines Urteils sein. Die Schriften Döllingers aus den früheren Jahren hatten auch einigen Einfluss auf die ultramontane Geschichtsschreibung, gerade was die Bewertung Luthers und der Reformation betrifft, und zeigten ihre Langzeitwirkung z. B. bei Johannes Janssen, Ludwig von Pastor, Hartmann Grisar und Heinrich Denifle. Döllingers umfangreicher Lexikonartikel über Luther, der 1851 in dem führenden deutschsprachigen katholischen Kirchenlexikon Wetzer und Welte’s erschien und im gleichen Jahr auch als Separatdruck verbreitet wurde, galt für die katholische Beurteilung Luthers lange als Leitbild und wurde 1893 in der zweiten Auflage des katholischen Kirchenlexikons ungeachtet der zwischenzeitlichen Entwicklungen erneut publiziert. Er trübte Döllingers Verhältnis zu zeitgenössischen lutherischen Theologen und Kirchenhistorikern nachhaltig.
Allerdings war Döllinger bereits seit den 1860er Jahren öffentlich für Einigungsbestrebungen der getrennten christlichen Konfessionen eingetreten. Im Bestreben um die Überwindung der Kirchenspaltung initiierte er die Bonner Unionskonferenzen 1874 und 1875. Auch in den späten Jahren seines Lebens setzte er sich für die Wiedervereinigung der Christen als kirchliches Ideal ein. Döllinger gilt daher als Vordenker der Ökumene. Die Bemühungen seines ehemaligen Schülers und nunmehrigen Erzbischofs Anton von Steichele, Döllinger für die römisch-katholische Kirche zurückzugewinnen, blieben allerdings vergeblich.
Die Bewertung Döllingers in der Kirchengeschichtsschreibung ist auch heute noch teilweise von konfessionellen Standpunkten geprägt: Während die altkatholische Bewegung Ignaz von Döllinger die Bedeutung eines Spiritus rector und „Kirchenvaters“ zumisst, wird in der römisch-katholischen Literatur oft betont, er habe letztlich nicht mit dem Weg der Altkatholiken übereinstimmen können und sich dieser Kirche nie angeschlossen. Döllingerbild und Beurteilung in der römisch-katholischen Theologie haben sich in den letzten Jahrzehnten allerdings deutlich gewandelt. An die Stelle der früher scharf und polemisch artikulierten Ablehnung Döllingers als eines Exkommunizierten und Unfehlbarkeitsgegners ist vielfach das Verständnis getreten, Döllinger als Wegbereiter heutiger katholischer Theologie zu begreifen und nicht nur als Gegner des Ersten Vatikanischen Konzils wahrzunehmen. In diesem Punkt zeigen sich Übereinstimmungen zu altkatholischen Sichtweisen, die seine Bedeutung ebenfalls nicht nur auf die Gegnerschaft zum Unfehlbarkeitsdogma beschränken wollen.
Anders als seine theologische Rolle ist Döllingers Bedeutung als Kirchenhistoriker über Konfessions- und Fachgrenzen hinaus weithin anerkannt und seit langem unstrittig.

## Auszeichnungen
Döllinger erhielt 1853 den Maximiliansorden für Wissenschaft und Kunst. 1868 wurde er mit dem Ritterkreuz des Verdienstordens der Bayerischen Krone beliehen und damit in den persönlichen Ritterstand erhoben. 1872 erhielt Döllinger das Großkomturkreuz dieses Ordens.

## Schriften (Auswahl)
- Geschichte der christlichen Kirche (2 Bde., 1833/36).
- Mohammeds Religion nach ihrer inneren Entwicklung und ihrem Einfluß auf das Leben der Völker (1838).
- Die Reformation (3 Bde., 1846–48).
- Hippolytus und Kallistus oder die römische Kirche in der ersten Hälfte des 3. Jahrhunderts (1853).
- Christentum und Kirche … (1860).
- Kirche und Kirchen, Papsttum und Kirchenstaat (1861).
- Die Papstfabeln des Mittelalters (1863).
- Römische Briefe vom Concil (1870)
- Die Juden in Europa (1881).
- Geschichte der Moralstreitigkeiten in der römisch-katholischen Kirche seit dem 16. Jahrhundert mit Beiträgen zur Geschichte und Charakteristik des Jesuitenordens (2 Bde., 1889; mit Franz Heinrich Reusch).
- Briefe und Erklärungen […] über die Vaticanischen Decrete 1869–1887. Beck, München 1890 (online bei Google Books).